# Гра наживо
Гра наживо (англ. live play) — жанр подкастів або вебшоу, у якому люди грають у настільні рольові ігри (НРІ) для аудиторії. Гра наживо часто містить взаємодію між персонажами гравців, розповідь історій від майстра гри та взаємодію поза ролями, як-от кидки кубиків і обговорення ігрових механік. Жанр виник на початку 2000-х років і ставав дедалі популярнішим протягом наступного десятиліття, зокрема з дебютом у 2015-му році «Critical Role», вебсеріалу гри наживо за участю професійних акторів озвучування.

## Історія
Згідно з Еваном Торнером в есе «Watch Us Roll», гра наживо ґрунтується на таких феноменах, як друковані в журналах «ігрові звіти» про воєнні ігри та інтернет-форуми, присвячені рольовим іграм. Англійський термін «actual play» (укр. справжня гра) виник у середовищі, де значна кількість рецензій настільно-рольових ігор складалася рецензентами, які формували свій огляд лише на основі прочитання правил чи пригоди, не граючи безпосередньо в те, що оглядали. Щоб виділити в такому середовищі рецензії, автор яких грав у предмет свого огляду — а отже й писав про ігровий досвід, який можна отримати — був введений термін «справжня гра». З часом цей термін почали застосовувати до ігор наживо, попри те, що звичайна гра не є менш «справжньою», ніж гра для аудиторії. З появою кіберспорту, ігор у прямому ефірі та летсплею ігри НРІ наживо стали популярним форматом подкастів і вебсеріалів та сприяли відродженню НРІ у 2010-х і 2020-х роках.
У 2008-му році творці Penny Arcade у партнерстві з Wizards of the Coast створили подкаст із кількома пригодами 4-го видання Dungeons & Dragons, що призвело до створення Acquisitions Incorporated. Після того, як подкаст був добре сприйнятий, починаючи з 2010-го року на фестивалі PAX, гравці почали пряму трансляцію ігор.:108 У 2019-му році компанія Inverse назвала Acquisitions Incorporated «найдовшою грою наживо». 2015-го року був запущений Critical Role, вебсеріал, у якому професійні актори озвучування грають в Dungeons & Dragons. VentureBeat назвав Critical Role відповідальним за те, що шоу ігор наживо стали «своїм власним жанром розваг», і відтоді вони стали одним із найвидатніших серіалів гри наживо. Іншим популярним серіалом є The Adventure Zone, комедійний подкаст, який містить кілька систем НРІ. Станом на  2021-й він отримав понад 6 мільйонів завантажень щомісяця та займає високі позиції в чартах подкастів Apple. На сьогодні існує сотні подкастів з грою наживо. Багато вебфестивалів, таких як Нью-Джерсі, Міннесота, Лос-Анджелес, Балтімор, Куско та Нова Зеландія, «тепер включають категорії ігор наживо, і багато з них мають стипендіальні програми». Polygon підкреслив, що «відбіркові програми вебфестивалів швидко стають одним із найкращих місць для відкриття недооціненої „амбітної середини“ ігор наживо — тобто вистав, які прагнуть до тих самих сюжетних висот, що й найпопулярніші трупи, але яким бракує часу та виробничого бюджету».
Видавці НРІ залучаються до ігор наживо, ліцензуючи шоу на основі своїх продуктів, запускаючи власні, додаючи вміст із ігор наживо у вихідний матеріал і тестуючи ігри в форматі ігор наживо. LA by Night — гра наживо, ліцензована видавцем Paradox Interactive і заснована на їхній рольовій грі Vampire: The Masquerade; його прем'єра відбулася на Geek & Sundry у 2018-му році. Rivals of Waterdeep — офіційне шоу з грою наживо від Wizards of the Coast, засноване на їхній системі Dungeons & Dragons. Wizards of the Coast також публікувала у співпраці книги з додатковими матеріалами для гри, засновані на шоу з грою наживо, такі як Explorer's Guide to Wildemount (2020), заснований на Critical Role і Acquisitions Incorporated (2019) на основі однойменної гри в прямому ефірі.
Під час страйку SAG-AFTRA 2023-го року Чарлі Холл з Polygon прокоментував, що «гра наживо, популярність якої зросла задовго до пандемії, часто залучала людей з Голлівуду, щоб заповнити місця за столом. Але ні SAG-AFTRA, ні AMPTP регулярно не беруть участь у постановках, з якими спілкувався Polygon, і тому на шоу це не вплине». Джастін Картер заявив для Gizmodo, що це складно, оскільки «доля шоу Actual Play залежить від компанії, яка стоїть за ним, і, можливо, на якій платформі воно випущено» — такі шоу, як Dimension 20 на потоковому сервісі Dropout і Purple Worm! Kill! Kill! на «майбутньому 24-годинному потоковому каналі Dungeons & Dragons Adventure» постраждали від страйку, оскільки вони «підпадали під контракт SAG Electronic Media, і тому були зупинені». Однак страйк не вплинув на інші ігри наживо, такі як Critical Role і шоу на Glass Cannon Network. Крістіан Гоффер пояснив для ComicBook.com, що канали YouTube і Twitch схоже є «сірою зоною», тому «Шоу Critical Role та більшість серіалів Actual Play, які транслюються виключно на YouTube та Twitch, не постраждали від страйку SAG-AFTRA, в той час, такі проєкти, як Dimension 20, що наймають талановитих акторів і транслюються на закритій платформі (тобто та, на якій ніхто не має права розміщувати контент), від страйку SAG-AFTRA постраждали». У серпні 2023-го року Сем Райх оголосив, що виробництво всіх шоу Dropout (включно з Dimension 20) відновлено, оскільки було встановлено, що їх «Нова медіа-угода про недраматичні програми» насправді була нерозірваним контрактом SAG-AFTRA.

## Культурний вплив
У 2018-му році премія імені Діани Джонс за досягнення в галузі настільних ігор оголосила переможцем концепцію гри наживо, що стало першим роком, коли нагороду не було присуджено грі, організації чи окремій особі. Академік Емілі Фрідман, написавши для Los Angeles Review of Books, підкреслила, що «існує елементарне задоволення від розповіді історії, яка переплітається з алхімією спостереження, як ця історія створюється перед вашими очима (чи вухами). […] Ми одночасно сприймаємо персонажа, якого грає, і гравця, який грає».
Ігри наживо сприяли покращенню репрезентації кольорових людей, жінок та інших у настільних іграх, які мали репутацію участі переважно білих чоловіків. Так, у грі Sirens, де Сатін Фенікс — майстриня підземелля, грає виключно жіноча група гравців. Rivals of Waterdeep (проведена Танею Депасс) та Into the Motherlands — шоу з грою наживо з акторським складом, який повністю складається з кольорових людей. Death2Divinity — це шоу з грою наживо, в якому грають виключно квір-актори, «всі товстунки». Іграм наживо також приписують покращення репрезентації ЛГБТ у медіа в цілому. Розважальний вебсайт Comic Book Resources заявив, що представлення ЛГБТ було легше включити в ігри наживо, оскільки вони часто створюються незалежними авторами та поширюються в Інтернеті. Сайт назвав The Adventure Zone і Dimension 20 як два приклади ігор наживо, які включають персонажів ЛГБТ.
Фрідман також прокоментувала, що найбільші «ігри наживо мають кількість глядачів, якій можуть позаздрити деякі телевізійні мережі». Аманда Фароу для VentureBeat написала, що «межі та бар'єри, які традиційно тримали НРІ прихованими за непрозорим вододілом, руйнуються» і що «довгоформатний наратив ігор наживо змінює себе як вираження як гравців, так і аудиторії, що супроводжує їх у майбутній подорожі». Кертіс Д. Карбонелл у своїй книзі «Жахливий Тризуб: Настільні рольові ігри та сучасна фантастика» (англ. Dread Trident: Tabletop Role-Playing Games and the Modern Fantastic) прокоментував, що такі шоу, як Acquisitions Incorporated і Critical Role, відображають «ширше явище, яке стає зрозумілим завдяки численним відео на Youtube.com з індивідуальними ігровими сесіями випадкових груп … Поєднання цих цифрових та аналогових потокових елементів додає до щораз більшого архіву реалізованих ігрових текстів, які можна споживати та аналізувати за допомогою сучасної фантастики».:108 І Фаро, і Карбонелл підкреслили, що шоу з грою наживо також збільшили продажі НРІ і супутніх продуктів.

### Адаптації
Мультсеріал Critical Role «Легенда про Vox Machina» отримав краудфінансування на Kickstarter у 2019-му році, де він зібрав US$11,39 мільйонів, встановивши рекорд як фільм або телевізійний проєкт з найбільшим фінансуванням в історії платформи. Після цього потоковий сервіс Amazon Prime Video отримав ексклюзивні права на трансляцію серіалу.
Кампанія Balance The Adventure Zone була адаптована в серію графічних романів, перша з яких була опублікована у 2018-му році.

## Список медіа ігор наживо
- The Adventure Zone[4]
- Candela Obscura[30]
- Critical Role[4] і її побічний продукт Exandria Unlimited[31]
- Dimension 20[4]
- Dungeons & Daddies[4]
- Friends at the Table
- The Glass Cannon[4]
- HarmonQuest[4]
- LA by Night[9] та його продовження NY by Night[32]
- Nerd Poker[4]
- Rivals of Waterdeep[4]